# 1995
1995 (MCMXCV) fon un any normal del calendari gregorià començat en diumenge.

## Esdeveniments
- 26 de gener, Illes Balears: El Govern de les Illes Balears declara sa Dragonera Parc Natural a través del decret 7/1995 de 26 de gener.[1]
- 20 d'abril, Palma, Mallorca: a Son Tugores s'inaugura la primera planta potabilitzadora de les Illes Balears, amb un efluent de 30.000 m³/dia d'aigua.[2]
- 22 d'abril, a l'Ermita de Sant Jaume Sesoliveres d'Igualada, neix, de manera oficial en la seva primera actuació, la Colla Castellera dels Moixiganguers d'Igualada.
- 1 de maig, Salou, Tarragona: S'inaugura el primer parc temàtic de l'estat, Port Aventura.
- 16 de juny, Tortosa: És inaugurat el Teatre Auditori Felip Pedrell.[3]
- 11 de setembre, Terra Lliure proclama la seva dissolució formal i final, després de 16 anys de lluita armada.
- 28 de novembre, Barcelona: S'inaugura oficialment el Museu d'Art Contemporani de Barcelona (MACBA).[4]

Resta del món
- 10 de gener, París, França: el rei d'Espanya, Joan Carles I i l'expresident dels Estats Units, Jimmy Carter obtenen el Premi de la Pau de la UNESCO.
- 16 de gener, Andorra: Se celebra l'Assemblea fundacional del Centre de la Cultura Catalana a Andorra.[5]
- 17 de gener, Kobe, Japó: El Terratrèmol de Kobe, de magnitud 7,3 en l'escala de Richter destrueix la ciutat i hi causa més de 6.400 víctimes.
- 26 de gener, Illes Balears: El Govern de les Illes Balears declara sa Dragonera Parc Natural a través del decret 7/1995 de 26 de gener. Encara avui, l'illa roman deshabitada.
- 18 de març, Sevilla: Helena de Borbó i Grècia, Infanta d'Espanya es casa amb Jaime de Marichalar.
- 8 de juny: La primera versió del llenguatge de programació PHP és alliberada pel seu creador, Rasmus Lerdorf.
- 11 de juliol, Srebrenica, Bòsnia i Hercegovina: Matança de Srebrenica, la massacre més terrible de la història europea recent.[6]
- 14 de juliol, Nuremberg, Alemanya: La Societat Fraunhofer tria el nom mp3 per al nou format d'audio digital comprimit (còdec) que farà possible la gran expansió de la distribució de música per Internet.
- 15 d'octubre, Iraq: Saddam Hussein és reelegit President en un referèndum amb el 99.99% dels vots.[7][8]
- 30 d'octubre, Quebec: Els ciutadans de la regió canadenca voten per escàs marge (50,58% a 49,42%) a favor de continuar sent una província en el seu segon referèndum sobre la sobirania nacional.[9]
- 21 de novembre, Dayton (Ohio), Estats Units: Es signen els Acords de Dayton, l'acord de pau que va posar el punt final als més de tres anys de guerra a Bòsnia.
- 15 de desembre:
  - El Tribunal de Justícia de les Comunitats Europees emet l'anomenada Llei Bosman.
  - Madrid: Els estats membres de la Unió Europea acorden la creació d'una moneda comuna europea, l'Euro.

### Cinema i televisió
Categoria principal: Pel·lícules del 1995
| M/d   | Direcció                               | Títol                   | Gènere       |
| ----- | -------------------------------------- | ----------------------- | ------------ |
| 03/10 | Ventura Pons                           | El perquè de tot plegat | comèdia      |
|       | Licínio Azevedo                        | A Guerra da Água        | documental   |
| 10/20 | Álex de la Iglesia                     | El día de la bestia     | fantàstic    |
| 06/30 | Ron Howard                             | Apol·lo 13              | drama hist.  |
| 09/03 | Tomás Gutiérrez Alea/Juan Carlos Tabío | Guantanamera            | tragicomèdia |
| 11/18 | Mamoru Oshii                           | Ghost in the Shell      | anime        |

### Música i ràdio
Es formà el grup de música Dadafon. El mateix dia de la publicació de llur segon disc, Radiohead publicà el concert Live at the Astoria en VHS, gravat l'any anterior a Londres, en el qual interpretaven algunes cançons de The Bends, llavors encara inèdites.
| M/d   | Artistes        | Títol                             | Estil        |
| ----- | --------------- | --------------------------------- | ------------ |
| 10/24 | Anthrax         | Stomp 442                         | thrash metal |
| 09/11 | Blur            | The Great Escape                  | pop          |
| 06/26 | Foo Fighters    | Foo Fighters                      | rock alt.    |
| 11/06 | Queen           | Made In Heaven                    | rock         |
| 03/13 | Radiohead       | The Bends                         | rock alt.    |
| 10/30 | Roxette         | Don't Bore Us, Get to the Chorus! | pop          |
| 10/30 | Running Wild    | Masquerade                        | heavy metal  |
| 07/18 | Selena          | Dreaming of You                   | latin        |
| 04/03 | Scorpions       | Live Bites                        | rock dur     |
| 03/27 | Silverchair     | frogstomp                         | rock alt.    |
| 10/10 | Tears for Fears | Raoul And The Kings Of Spain      | pop          |
| 11/30 | VNV Nation      | Advance and Follow                | electrònica  |

### Pilota
| M/d   | Nom i cognoms          | Activitat | Origen         |
| ----- | ---------------------- | --------- | -------------- |
| 12/03 | Ian Álvarez Tomàs      | pilotaire | senyerut       |
| 11/27 | Marc Gimeno Sánchez    | pilotaire | montserratí    |
| 03/31 | Noèlia Puertes Espadas | pilotaire | beniparrellina |

El 9 de juliol, Genovés guanyà el seu últim Campionat Individual d'Escala i Corda front a Álvaro de Faura;
el 17, el frontó Anoeta canvià de nom en homenatge a Atano III.
- Noèlia de Beniparrell

### Premis Nobel
| Camp                  | Guardonats                                                          |
| --------------------- | ------------------------------------------------------------------- |
| Física                | - Martin L. Perl - Frederick Reines                                 |
| Química               | - Paul J. Crutzen - Mario J. Molina - Frank Sherwood Rowland        |
| Medicina o Fisiologia | - Edward B. Lewis - Christiane Nüsslein-Volhard - Eric F. Wieschaus |
| Literatura            | - Seamus Heaney                                                     |
| Pau                   | - Joseph Rotblat - Conferències Pugwash                             |
| Economia              | - Robert Lucas, Jr                                                  |

### Videojocs
| D.    | jocs              |      | sist.   |
| ----- | ----------------- | ---- | ------- |
|       | Batman Forever    |      | GG / MD |
|       | Command & Conquer | DOS  |         |
| 07/   | Comix Zone        |      | Gen.    |
| 07/   | Wild Guns         | SNES |         |
| 12/10 | Breath of Fire II | SNES |         |

## Naixements
Les persones nascudes el 1995 faran 30 anys durant el 2025.
Països Catalans
- 10 de gener, Villanova i la Geltrú: Klaus Stroink, actor de doblatge i trompetista català d'origen alemany pertanyent als grups Buhos i Stay Homas.
- 13 de març, Mallorca: Maitane López Millán, jugadora de futbol de primera divisió.[11]
- 14 d'abril, Inca: Catalina Corró i Lorente, nedadora mallorquina 25 cops campiona d'Espanya.[12]
- 9 de maig, Barcelona: Andrea Motis, trompetista, saxofonista i cantant de jazz catalana.[13]
- 21 de juny, Rubí: Beatriz Ortiz Muñoz, jugadora catalana de waterpolo, membre de la selecció femenina espanyola.[14]
- 29 d'agost, Barcelona: Alba Pomares López, jugadora de futbol.[15]

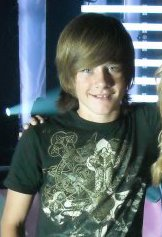
5/12 Luke Benward
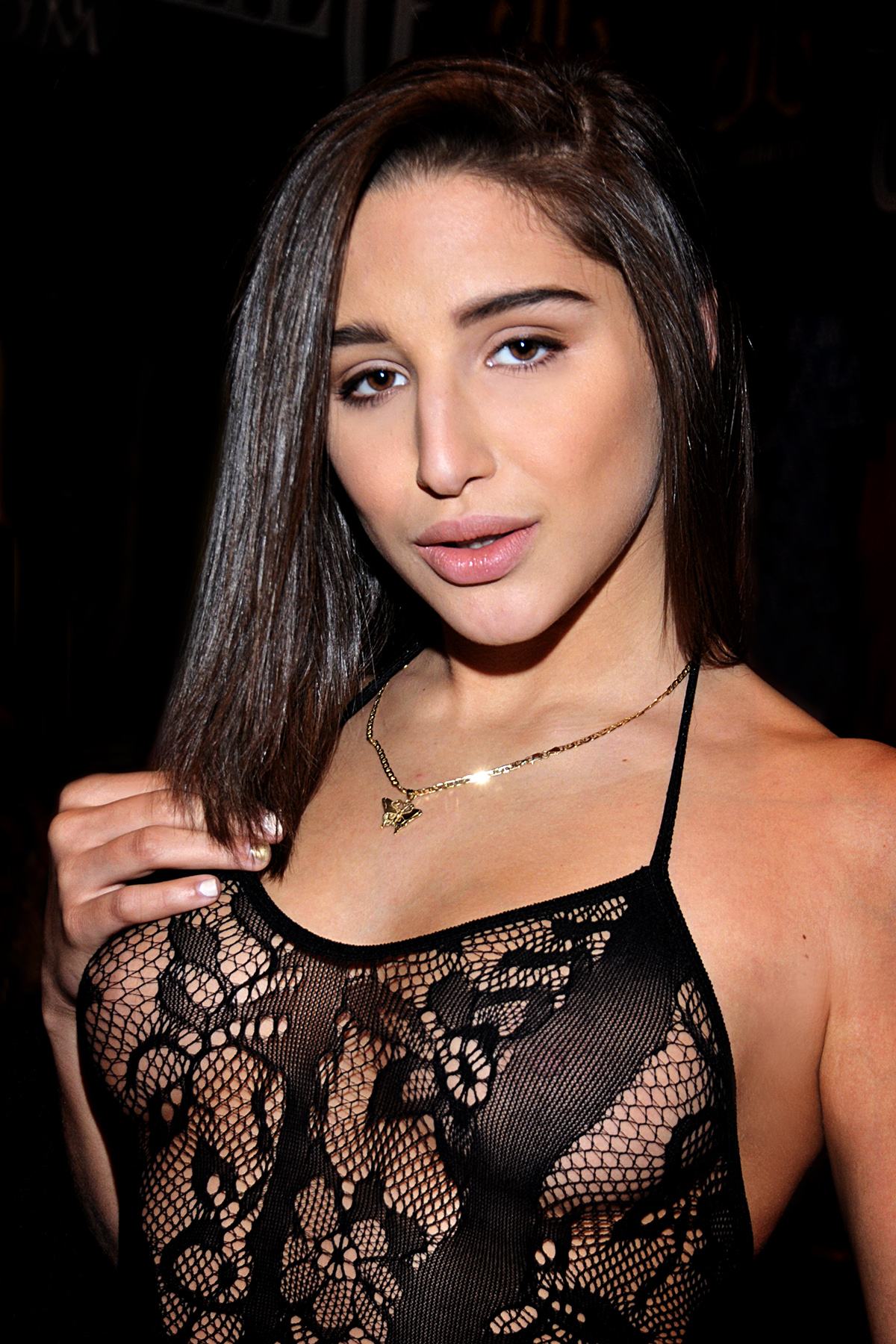
11/19 Abella Danger

Resta del món
• 1 de gener, Cabra, Còrdova, Pepa Millán, política espanyola.
• 1 de febrer, Rotterdam, Països Baixos, Oliver Heldens, DJ i productor neerlandès.
- 13 de juny, Saragossa, María Pilar León Cebrián, jugadora de futbol de la primera divisió espanyola; juga com a defensa.[16]
- 8 d'agost - Trondheim, Sør-Trøndelag, Noruega: Malin Reitan, cantant noruega que participà al Festival d'Eurovisió Júnior 2005.[17]
- 12 de setembre - Nkawkaw: Raphael Dwamena, futbolista ghanès (m. 2023).
- 20 de setembre, Whangarei: Laura Dekker, marinera neozelandesa, la persona més jove a circumnavegar el globus en solitari.[18]
- 3 de desembre - Uccle, Bèlgica: Angèle, cantautora i instrumentista belga francòfona.[19]
- 5 de desembre - Illes Canàries: Taz Skylar, actor britànic.
- 31 de desembre, Newport News, Virgínia: Gabrielle Douglas, gimnasta artística estatunidenca, medalla d'or als JJOO de 2012.[20]

| M/d   | Nom i cognoms             | Activitat             | Origen        | M.   |
| ----- | ------------------------- | --------------------- | ------------- | ---- |
| 08/11 | Pere Marsinyach i Torrico | patinador artístic    | cardoní       |      |
| 05/12 | Luke Benward              | actor còmic i cantant | estatunidenc  |      |
| 02/02 | Maria Creveling Remilia   | videojugadora         | estatunidenca | 2019 |
| 11/19 | Abella Danger             | actriu pornogràfica   | estatunidenca |      |
| 02/25 | Mario Hezonja             | jugador de bàsquet    | croat         |      |
| 02/02 | Arfa Karim                | nena prodigi          | pakistanesa   | 2012 |
| 01/16 | Takumi Minamino           | futbolista            | japonés       |      |
| 07/13 | Emir Sulejmanović         | jugador de bàsquet    | bosnià        |      |

## Necrològiques
| M/d   | Nom i cognoms        | Activitat | Origen    | E. |
| ----- | -------------------- | --------- | --------- | -- |
| 10/10 | Esteve Albert i Corp | escriptor | dosriuenc | 81 |

Entre les morts destacades de l'any hi ha les de l'actor i cantant Ovidi Montllor, l'humorista Jaume Perich, l'escriptora Patricia Highsmith o el polític Isaac Rabin.
Països Catalans
- 3 de gener - Barcelona: Margarita Wirsing i Bordas, primera dona llicenciada en Ciències Físico-Químiques a Espanya (n. 1911).[21]
- 17 de gener - Madrid: Juan Bosch Marín, pediatre, fundador i director d'UNICEF-Espanya (n. 1902).[22]
- 18 de gener - Benassal, Alt Maestrat: Sofia Salvador i Monferrer, escriptora i mestra (n. 1925).[23]
- 1 de febrer - Mataró: Jaume Perich, humorista gràfic català (n. 1941).
- 15 de febrer - Palma, Mallorca: Guillem d'Efak, escriptor en català i cantant de la Nova Cançó mallorquí (n. 1929).
- 10 de març - Barcelona: Ovidi Montllor, actor i cantant alcoià (n. 1942).[24]
- 18 de març, Barcelona: Maria Teresa Pelegrí i Marimon, compositora catalana (n. 1907).[25]
- 31 de maig - Buenos Aires. Argentina: Montserrat Campmany i Cortés, pianista i compositora catalana (n. 1901).[26]
- 19 de juliol - València: Beatriu Civera, novel·lista valenciana (n. 1914).[27]
- 14 de setembre - Barcelona: Maria Matilde Almendros i Carcasona, actriu i locutora de ràdio catalana (n. 1922).[28]
- 19 d'octubre - L'Hospitalet de Llobregat, Baix Llobregat: Lluís Ferran de Pol, escriptor català (n. 1911).
- 1 de desembre - Ciutat de Mèxic: Elena Verdes Montenegro, pintora alacantina de la Generació del 27 (n. 1904).[29]
- 21 de desembre - València: Vicent Badia i Marín, advocat, articulista, cronista i escriptor valencià (n. 1919).
- 23 de desembre - Barcelona: Artur Bladé i Desumvila, periodista i escriptor català (n. 1907).

Resta del món
- 1 de gener - Princeton, Nova Jersey (EUA): Eugene Paul Wigner, físic etsatunidenc d'origen hongarès, Premi Nobel de Física de l'any 1963 (n. 1902).
- 18 de gener - Múnic (Alemanya): Adolf Friedrich Johann Butenandt, bioquímic alemany Premi Nobel de Química de 1939 (n. 1903)
- 27 de gener - Créteil, França: Jean Tardieu, poeta i dramaturg francès (n. 1903).
- 2 de febrer - Salisbury, Hampshire, Anglaterra: Tikvah Alper, física i radiobiòloga sud-africana, descobrí els mecanismes de transmissió de l'encefalopatia espongiforme (n. 1909).[30]
- 4 de febrer - Locarno, Suïssa: Patricia Highsmith, escriptora nord-americana de novel·la negra (n. 1921).[31]
- 6 de febrer - 
  - Madrid, Espanya: Maruja Mallo, pintora surrealista gallega (n. 1902).[32]
  - Viena: Mira Lobe, escriptora austríaca de més d'un centenar de llibres infantils (n. 1913).[33]
- 2 de març - París: Suzanne Basdevant-Bastid, professora francesa de dret, especialista del dret internacional públic (n. 1906).[34]
- 3 de març - Salt Lake City, Utah, EUA: John William Hunter, religiós estatunidenc, president de l'Església de Jesucrist dels Sants dels Darrers Dies (n. 1907).[35]
- 28 de març - Madrid: Ana Mariscal, actriu, directora i productora cinematogràfica espanyola (n. 1923).[36]
- 2 d'abril - Djursholm (Suècia): Hannes Alfvén, astrònom i físic suec, Premi Nobel de Física de l'any 1970 (n. 1908).[37]
- 4 d'abril - Bombai, Índia: Hansa Jivraj Mehta, política i activista feminista (n. 1897).[38]
- 6 d'abril - Madrid: Pilar de Madariaga Rojo, pionera en el camp de la química (n. 1903).[39]
- 10 d'abril -Qingpu, Jiangsu (Xina): Chen Yun, nascut amb el nom de Liao Chenyun,polític xinès (n. 1905)[40]
- 20 d'abril - Madrid: Elisa Ruiz Fernández, directora artística i figurinista espanyola que ha treballat en el cinema (n. 1939).[41]
- 25 d'abril - Santa Monica, Califòrnia, Estats Units: Ginger Rogers, actriu i ballarina guanyadora d'un Oscar (n. 1911).[42]
- 3 de maig - Francisco Moreno Capdevila, artista mexicà d'origen català, més conegut pel seu gravat i altra obra gràfica (n. 1926).[43]
- 7 de maig - Buenos Aires: María Luisa Bemberg, directora de cinema i guionista argentina (n. 1922).[44]
- 14 de maig - Randallstown, Maryland (EUA): Christian Boehmer Anfinsen, químic i bioquímic estatunidenc, Premi Nobel de Química de l'any 1972 (n. 1916).[45]
- 15 de maig - Faenzaː Pia Tassinari, soprano italiana (n. 1903).[46]
- 16 de maig, Alcobendas, Espanya: Lola Flores, cantant i ballarina de flamenc espanyola (n. 1923).[47]
- 21 de maig - Amsterdam: Annie M. G. Schmidt, escriptora neerlandesa, una de les més grans escriptores del seu país (n.1911).[48]
- 24 de maig - Londres (Anglaterra): Harold Wilson, polític anglès, Primer Ministre del Regne Unit (1964 - 1970 i 1974 - 1976) (n. 1916).[49]
- 30 de maig - Alcobendas (Espanya): Antonio González Flores, actor, compositor i cantant espanyol, fill de Lola Flores i del Pescaílla (n. 1961).[50]
- 14 de juny - Tallinn: Els Aarne, compositora, pianista i professora de música estoniana (n. 1917).[51]
- 29 de juny - Century City, Califòrnia: Lana Turner, actriu estatunidenca de Hollywood (n. 1921).[52]
- 4 de juliol - Madrid: Irene Gutiérrez Caba, actriu espanyola (n. 1927).[53]
- 17 de juliol, Bratislava: Máša Haľamová, poetessa, escriptora infantil i traductora
- 20 de juliol - Brussel·les, Bèlgica: Ernest Mandel, economista i polític belga.
- 7 d'agost - Londres, Anglaterra: Brigid Brophy, novel·lista, crítica i activista britànica (n. 1929).[54]
- 13 d'agost - K2, Pakistan: Alison Hargreaves, alpinista britànica que coronà l'Everest sense oxigen suplementari (n. 1962).[55]
- 19 d'agost - Viana de Cega, Valladolid, Mercedes Rueda Sabater, arqueòloga i conservadora, numismàtica (n. 1956).[56]
- 28 d'agost, Stuttgart, Alemanya: Michael Ende, escriptor alemany de literatura fantàstica i infantil conegut per títols com Momo o La història interminable (65 anys).
- 1 de setembre, Santiago: María de la Cruz Toledo, política xilena i la primera senadora del seu país (n.1912).[57]
- 8 de setembre, Los Angeles, Estats Units: Eileen Chang, escriptora en llengua xinesa i anglesa (n. 1920).
- 5 d'octubre - Englewood, EUA: Lillian Fuchs, violista, mestra i compositora.
- 9 d'octubre - 
  - Rio de Janeiro: Sagramor de Scuvero Brandão, locutora de radio i actriu brasilera.
  - Berwickshire (Anglaterra): Alec Douglas-Home, Primer Ministre del Regne Unit (1963-1964) (n. 1903) (n. 1903).[58]
- 21 d'octubre - Cripple Creek, Colorado, EUA: Linda Goodman, astròloga i escriptora estatunidenca.
- 4 de novembre - Tel-Aviv, Israel: Isaac Rabin, cap d'estat d'Israel (n. 1922).[59]
- 9 de desembre - Pennsilvània (EUA)ː Toni Cade Bambara, escriptora, productora de documentals, activista social i professora d'universitat afroamericana (n.1939).[60]
- 18 de desembre - Hünfeld, Hessen, Alemanya: Konrad Zuse, pioner de la computació.
- Londres: Christoph von Fürer-Haimendorf, etnòleg especialitzat en el subcontinent indi.
- França: Louis Corman, psiquiatre.

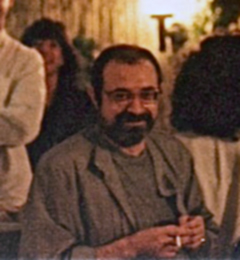
1/II Perich
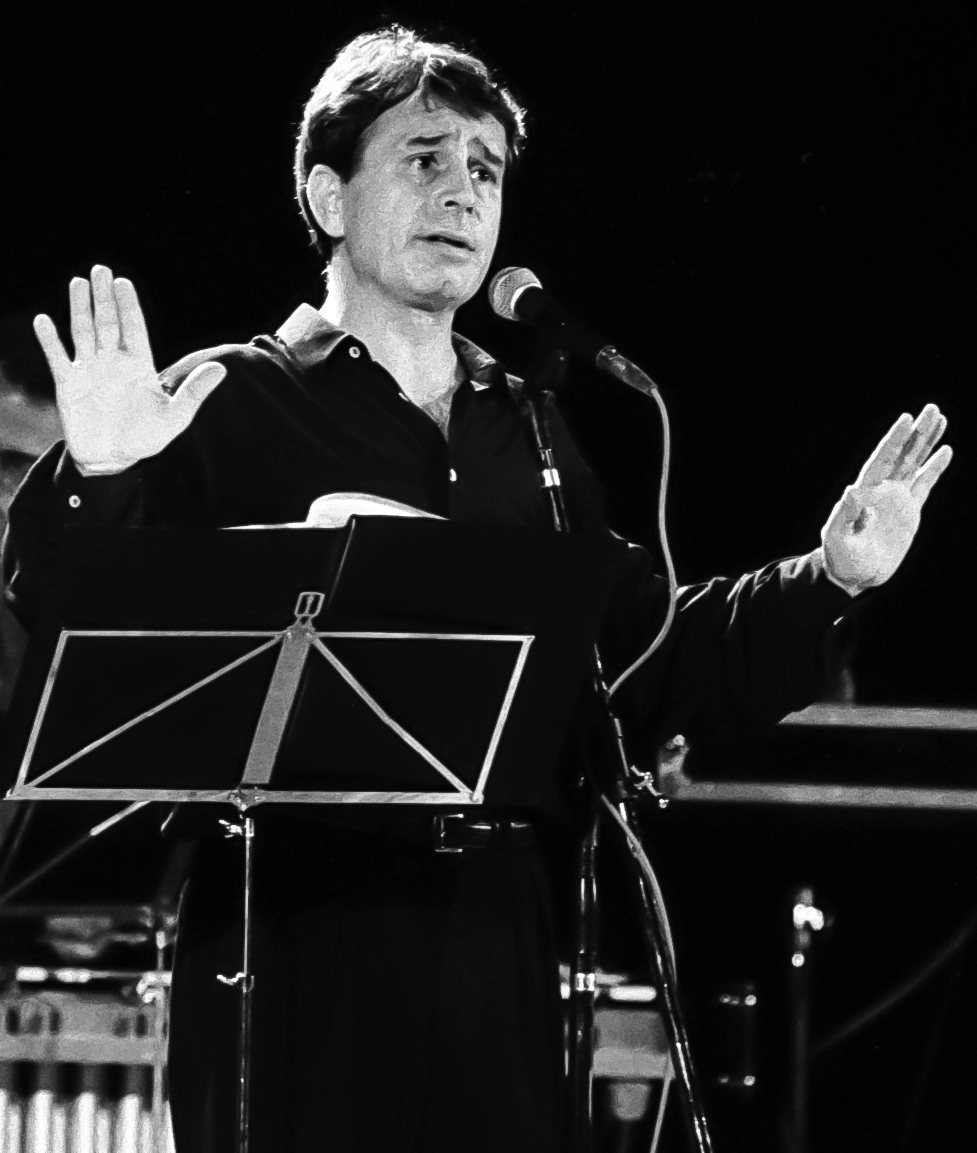
Ovidi Montllor
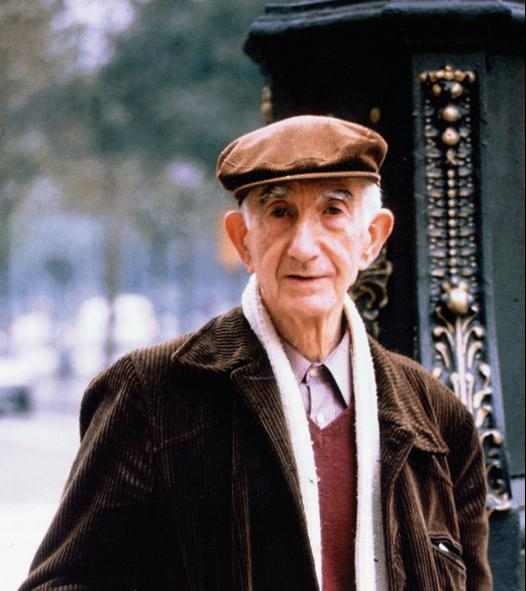
Esteve Albert